# Szatańskie wersety (powieść)
Szatańskie wersety (ang. The Satanic Verses) – powieść autorstwa Salmana Rushdiego, wydana 26 września 1988 roku w Wielkiej Brytanii nakładem wydawnictwa Penguin Books. Stanowi czwartą powieść w dorobku Rushdiego. Jest częściowo inspirowana życiem proroka Mahometa. Tytuł odnosi się do tzw. szatańskich wersetów, grupy wersetów Koranu dotyczących trzech przedislamskich, pogańskich bóstw: Al-Lat, Al-Uzza i Manat, które to wersety według niektórych źródeł zostały dodane do Koranu po śmierci Mahometa, według innych zaś prorok miał je wykreślić z pierwotnej wersji tekstu Koranu jako podyktowane przez kuszącego go diabła. Pierwsza wzmianka o tym pojawiła się w biografii Mahometa napisanej przez Ibn Ishaka.
W roku wydania powieść została finalistką nagrody Booker Prize oraz laureatką nagrody Whitbread Award. W Wielkiej Brytanii spotkała się z pozytywnymi reakcjami, ponadto otrzymała przychylne recenzje od krytyków literackich. Wywołała przy tym liczne kontrowersje w środowiskach muzułmańskich, gdyż wielu muzułmanów uznało, że zawiera treści bluźniercze dla islamu. Wśród związanych z książką wielu negatywnych reakcji muzułmanów na całym świecie były manifestacje i palenie egzemplarzy powieści, a najpoważniejszą była wydana 14 lutego 1989 roku przez najwyższego przywódcę Iranu Ruhollaha Chomejniego fatwa skazująca Rushdiego na śmierć. Po ogłoszeniu fatwy miały miejsce ataki na osoby w różny sposób związane z publikowaniem Szatańskich wersetów, wśród których najpoważniejszy był ten na japońskiego tłumacza powieści Hitoshiego Igarashiego z 1991 roku, mający skutek śmiertelny. Sam Rushdie przez ponad 10 lat od ogłoszenia fatwy był objęty nadzwyczajnymi środkami ostrożności. W międzyczasie różne radykalne organizacje muzułmańskie w Iranie oferowały nagrody pieniężne za jego zabicie. 12 sierpnia 2022 roku Rushdie został ciężko raniony przez nożownika podczas spotkania z czytelnikami w Stanach Zjednoczonych.

## Fabuła
Powieść Szatańskie wersety, licząca prawie 600 stron, należy do nurtu literackiego nazywanego „realizmem magicznym”, w którym szczegółowo przedstawiony realny świat splata się z elementami nadprzyrodzonymi. Fabułę powieści cechuje wielowątkowość; wydarzenia w niej przedstawione odnoszą się do różnych bohaterów mieszkających w Anglii, Indiach czy Arabii z czasów współczesnych oraz Arabii z VII wieku i dzieją się równolegle.
Osią powieści są losy dwóch pochodzących z Indii aktorów, którzy w cudowny sposób przeżyli eksplozję samolotu wysadzonego w powietrze przez sikhijskich terrorystów. Ich ciała w niewytłumaczalny sposób lądują w Anglii i w trakcie powieści ulegają cudownym przemianom. Jeden z aktorów, narcystyczny Dżibril Fariśta, zaczyna nabierać częściowo cech anielskich, coraz bardziej pogrążając się w schizofrenii, zaś drugi, znacznie mniej pewny siebie Saladyn Ćamća, sukcesywnie przemienia się w postać nienawidzonego przez znaczącą większość i poniżanego diabła. Obydwaj dostają się w końcu do Londynu, który zostaje ukazany czytelnikowi z punktu widzenia imigranckiej społeczności.
Kluczowym dla powieści wątkiem są również wydarzenia z VII wieku odnoszące się i do proroka Mahunda (postaci wzorowanej na Mahomecie), któremu objawia się schizofreniczny Dżibril Fariśta w postaci anielskiej, i do jego adwersarza, pogańskiego poety Baala.
Równolegle do wydarzeń w Anglii narrator przedstawia pielgrzymkę do Mekki, wyruszającą z biednej indyjskiej wioski, której przewodzi przedziwna Aisza obiecująca swoim towarzyszom, iż pieszo dotrą do swojego celu po tym, jak rozstąpią się przed nimi wody Morza Arabskiego. W powieści pojawia się także krótki, niezbyt rozwinięty wątek dotyczący uwięzionego w Londynie fanatycznego przywódcy islamskiego, który nienawidzi Aiszy i marzy o powrocie do swojego rodzinnego kraju (prawdopodobnie postać wzorowana jest na Ruhollahu Chomejnim, który przed irańską rewolucją islamską ukrywał się w Paryżu).

## Nagrody, odbiór krytyczny i analizy

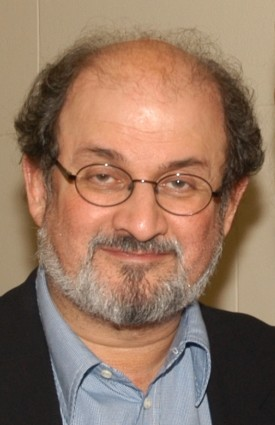
Salman Rushdie, autor Szatańskich wersetów

Książka Szatańskie wersety w 1988 roku została finalistką nagrody Booker Prize (przegrała z powieścią Oskar i Lucynda Petera Careya), a także laureatką przyznanej 8 listopada nagrody Whitbread Award.
W kraju wydania powieść spotkała się z pozytywnymi reakcjami, ponadto była przychylnie oceniana przez krytyków literackich. Za najcenniejszą część treści książki większość krytyków uznała tę dotyczącą dostania się dwóch głównych bohaterów do Londynu, ukazanego czytelnikowi z punktu widzenia imigranckiej społeczności. W 2003 roku w tomie poświęconym karierze Salmana Rushdiego znany amerykański krytyk literacki Harold Bloom nazwał Szatańskie wersety „największym osiągnięciem estetycznym Rushdiego”.
Timothy Brennan nazwał tę książkę „najbardziej ambitną powieścią, jaka została dotychczas opublikowana, dotyczącą doświadczeń imigrantów w Wielkiej Brytanii”, która uchwyciła przypominającą sen dezorientację imigrantów i będący ich udziałem proces „asymilacji przez hybrydyzację”. Publikacja jest przy tym postrzegana jako „zasadnicze studium alienacji”.
Po tym, jak rozwinęły się kontrowersje związane z treścią Szatańskich wersetów, niektórzy naukowcy obeznani z książką, jak np. M.D. Fletcher, uznali negatywne reakcje na powieść za ironiczne. Według Fletchera ironią jest to, że wrogość wobec Rushdiego okazywały środowiska, które opisał w powieści i które w pewnym sensie były jej adresatami, zaś kontrowersyjność książki w Wielkiej Brytanii była wyrazem frustracji imigrantów, wynikającej z ich trudnych doświadczeń życiowych, a ponadto stanowiła odzwierciedlenie niepowodzenia wielokulturowej integracji. Stwierdził on także, że chociaż dotyczące znaczenia literatury założenia Rushdiego – żywo zainteresowanego badaniami na temat wpływu migracji na postrzeganie rzeczywistości oraz natury wiary religijnej – w pewnym zakresie zgadzały się z tekstami tworzonymi w tradycji islamskiej, to jednak jego prawdopodobne przekonanie o tym, że różne społeczności i kultury mają do pewnego stopnia wspólną podstawę moralną, umożliwiającą nawiązanie dialogu, nie pozwoliło mu docenić nieprzejednanej w swej naturze nienawiści, wywołanej przez Szatańskie wersety, mimo że ich głównym tematem jest niebezpieczny charakter absolutystycznych systemów wierzeń.
Naukowców badających prace Rushdiego od dawna interesuje, co na nią wpłnęło. Według W.J. Weatherby’ego na napisanie Szatańskich wersetów wpływ miała twórczość takich postaci jak James Joyce, Italo Calvino, Franz Kafka, Frank Herbert, Thomas Pynchon, Mervyn Peake, Gabriel García Márquez, Jean-Luc Godard, J.G. Ballard i William S. Burroughs. Chandrabhanu Pattanayak zwrócił także uwagę, że na powieść Rushdiego wpłynęły książki Zaślubiny nieba i piekła Williama Blake’a oraz Mistrz i Małgorzata Michaiła Bułhakowa (do tych wpływów Rushdie się przyznał).

## Kontrowersje

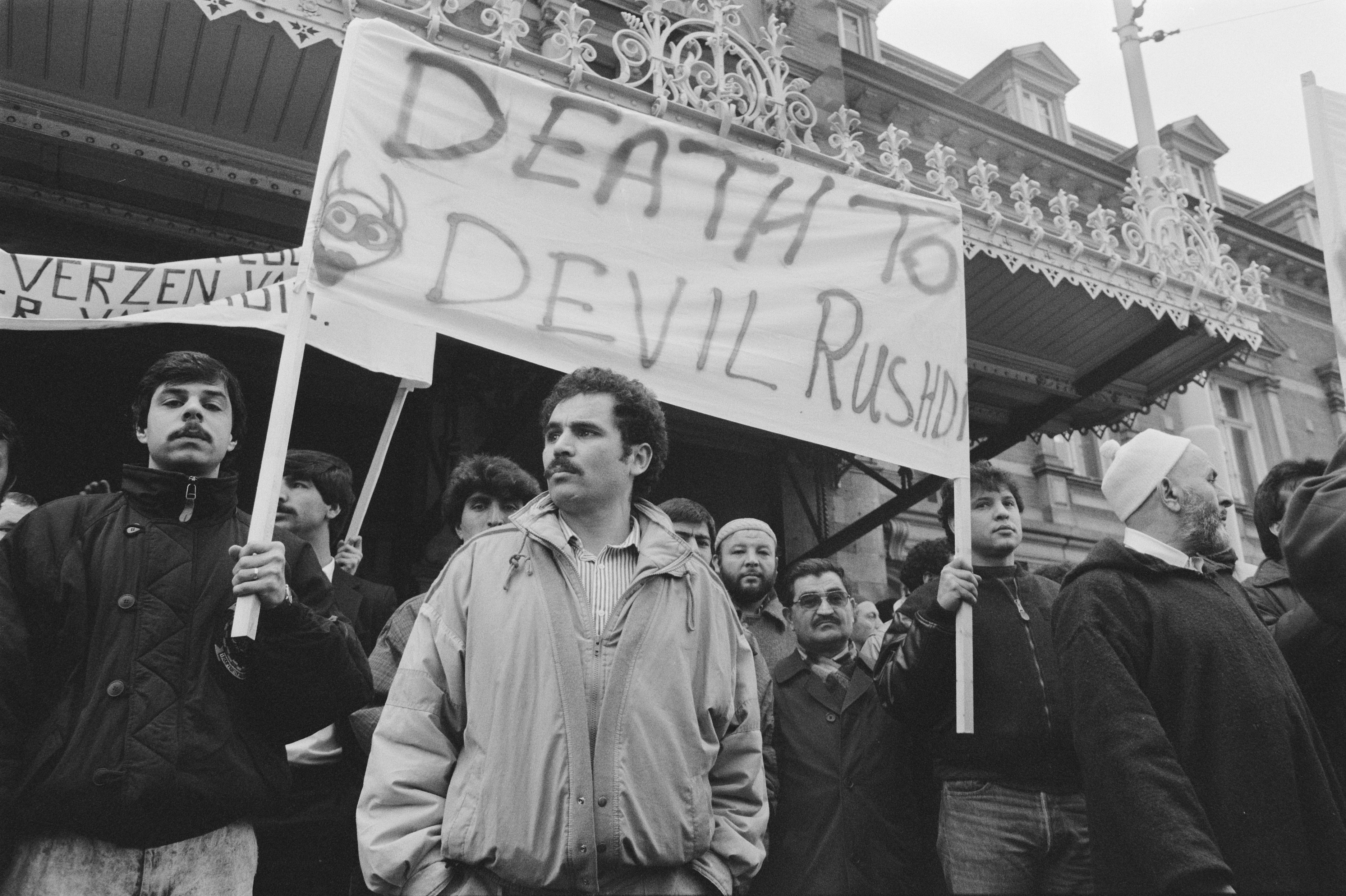
Muzułmańska demonstracja przeciwko powieści, 1989

Powieść wywołała liczne kontrowersje w środowiskach muzułmańskich, gdyż wielu z ich przedstawicieli uważa, że zawiera ona treści bluźniercze dla islamu. Przez kilka miesięcy po publikacji Szatańskich wersetów w Wielkiej Brytanii doszło do kilku muzułmańskich demonstracji przeciwko powieści. 14 lutego 1989 roku najwyższy przywódca Iranu Ruhollah Chomejni ogłosił oficjalnie w państwowym radiu w stolicy Iranu, Teheranie, fatwę o następującej treści: „Informuję dumnych muzułmanów na całym świecie, że autor książki Szatańskie wersety – która jest przeciwko islamowi, Prorokowi i Koranowi – jak i wszyscy, którzy są uwikłani w jej publikowanie i są świadomi jej zawartości, niniejszym są skazani na śmierć”.
Krótko po ogłoszeniu fatwy Chomejniego doszło do ataków na podmioty i osoby w różny sposób związane z książką Rushdiego: 14 września 1989 roku w Wielkiej Brytanii podłożono bomby przed czterema księgarniami należącymi do wydawnictwa Penguin Books, które wydało Szatańskie wersety. 3 lipca 1991 roku włoski tłumacz książki Ettore Capriolo został raniony nożem w swoim mieszkaniu w Mediolanie przez mężczyznę, który twierdził, że jest Irańczykiem. Natomiast 12 lipca 1991 roku japońskiemu tłumaczowi powieści Hitoshiemu Igarashiemu zadano kilka śmiertelnych ciosów nożem na Uniwersytecie Tsukuba, gdzie pracował. 11 października 1993 roku William Nygaard, wydawca norweskiej edycji Szatańskich wersetów, został trzykrotnie postrzelony przed swoim domem na przedmieściach Oslo (przeżył atak). Z powodu publikacji książki w sumie zamordowanych zostało około 50 osób. Dodatkowo w wielu krajach na świecie odbywały się islamskie demonstracje, których uczestnicy domagali się zabicia Rushdiego. Szatańskie wersety palono na stosie, a ich wydawców zastraszano listami z pogróżkami. Książka została zakazana w wielu krajach muzułmańskich, a także w państwach, w których islam nie jest dominującą religią: m.in. w Indiach (kraj ten zakazał powieści jako pierwszy na świecie, 5 października 1988 roku), Singapurze, Kenii, Południowej Afryce, Sri Lance i Tajlandii.
Na przestrzeni lat różne radykalne organizacje muzułmańskie w Iranie oferowały nagrody pieniężne za zabicie Rushdiego; najwyższa z nich, wyznaczona przez irańską fundację religijną 16 września 2012 roku, wyniosła 3,3 miliona dolarów. Sam Rushdie przez ponad 10 lat od ogłoszenia fatwy żył w oparciu o nadzwyczajne środki ostrożności, m.in. korzystał z ochrony Scotland Yardu, mieszkał w wynajmowanych domach-kryjówkach, znacznie ograniczył kontakty z rodziną oraz przyjaciółmi i był wożony pancernym samochodem. Posługiwał się także pseudonimem „Joseph Anton”.
14 lutego 2006 roku irańska państwowa agencja informacyjna podała wiadomość, że fatwa jest nadal aktualna i nie będzie cofnięta. 12 sierpnia 2022 roku Salman Rushdie został zaatakowany przez nożownika, zwolennika „szyickiego ekstremizmu” 24-letniego Hadiego Matara, podczas spotkania z czytelnikami w amerykańskim mieście Chautauqua w stanie Nowy Jork.

## Polskie wydania
Pierwsze polskie wydanie powieści ukazało się w 1992 roku. W metryce nie zostały jednak podane nazwa wydawcy (gdańskie wydawnictwo Phantom Press International) i nazwisko tłumacza – widniała tam tylko lakoniczna anglojęzyczna informacja, że książkę złożono i wydrukowano w EWG. Jedna z wersji o braku danych dotyczących wydawcy i tłumacza mówi o obawach przed ewentualnymi konsekwencjami ze strony islamskich fundamentalistów. W świetle zamachów na włoskiego i japońskiego tłumacza, do jakich doszło na rok przed publikacją polskiego przekładu, trudno przyjąć sugestię, jakoby był to tylko chwyt marketingowy.
W 2013 roku nakładem Domu Wydawniczego Rebis ukazało się drugie polskie wydanie książki, za którego tłumaczenie odpowiadał Jerzy Kozłowski.
12 września 2022 roku Dom Wydawniczy Rebis opublikował trzecie (swoje drugie) polskie wydanie powieści.